# Zastava Afganistana
Zastava Afganistana je eden od državnih simbolov Afganistana. Po prevzemu oblasti s strani talibanov, 15. avgusta 2021, je ponovno v uporabi zastava Islamskega emirata Afganistana. Pred tem je bila državna zastava črno-rdeče-zelena, ki je bila uradno 4. januarja 2004 sprejeta s strani vlade Tradicionalne islamske države Afganistan (v uporabi od leta 2001). Zastavo so sestavljala tri navpična polja: črna, rdeča in zelena. Na sredini (rdečo polje) se nahaja klasični grb Afganistana z mošejo in mihrabom, ki je obrnjena proti Meki.